# 胡塔 (伊萬諾-弗蘭科夫斯克區)
胡塔是烏克蘭的村落，位於該國西部伊萬諾-弗蘭科夫斯克州，由伊萬諾-弗蘭科夫斯克區負責管轄，面積11平方公里，海拔高度612米，2001年人口738，人口密度每平方公里67.1人。